# Juvenal Edjogo
Juvenal Edjogo-Owono Montalbán (Sabadell, 3 aprile 1979) è un ex calciatore spagnolo naturalizzato equatoguineano, di ruolo centrocampista.
Anche suo fratello Alberto è calciatore.